# Gargara floresiana
Gargara floresiana är en insektsart som beskrevs av Jacobi 1941. Gargara floresiana ingår i släktet Gargara och familjen hornstritar. Inga underarter finns listade i Catalogue of Life.